# Teorema del índice de Atiyah-Singer
En geometría diferencial, el teorema del índice de Atiyah-Singer, demostrado por Michael Atiyah e Isadore Singer en 1963, afirma que para un operador diferencial elíptico en una variedad cerrada, el índice analítico (relacionado con la dimensión del espacio de soluciones) es igual al índice topológico (definido en términos de algunos datos topológicos). Incluye como casos especiales a muchos otros teoremas, como el teorema de Gauss-Bonnet generalizado y el teorema de Riemann-Roch.
Tiene aplicaciones en física teórica.

## Historia
El problema del índice para operadores diferenciales elípticos fue planteado por Izrail Guelfand. Se dio cuenta de la invariabilidad homotópica del índice, y pidió una fórmula para él mediante invariantes topológicos. Algunos de los ejemplos motivadores fueron el teorema de Riemann-Roch y su generalización el teorema de Hirzebruch-Riemann-Roch, y el teorema de la firma de Hirzebruch. Friedrich Hirzebruch y Armand Borel habían demostrado la integrabilidad del  Â género de una variedad de espín, y Atiyah sugirió que esta integrabilidad podría explicarse si fuera el índice del operador de Dirac (que fue redescubierto por Atiyah y Singer en 1961).
El teorema de Atiyah-Singer fue anunciado en 1963. La demostración esbozada en este anuncio nunca fue publicada por ellos, aunque aparece en el libro de Palais. También aparece en el "Séminaire Cartan-Schwartz 1963/64" que se celebró en París simultáneamente con el seminario dirigido por Richard Palais en la Universidad de Princeton. La última charla en París fue la de Atiyah sobre las variedades con límite. Su primera prueba publicada sustituyó la teoría del cobordismo de la primera prueba por la K-teoría, y la utilizó para dar pruebas de varias generalizaciones en otra secuencia de trabajos.
- 1965: Sergey P. Novikov publicó sus resultados sobre la invariancia topológica de las clases de Pontryagines racionales en las variedades lisas.[8]
- Los resultados de Robion Kirby y Laurent C. Siebenmann,[9] combinados con el trabajo de René Thom demostraron la existencia de clases racionales de Pontryagin en variedades topológicas. Las clases racionales de Pontryagin son ingredientes esenciales del teorema del índice en las variedades lisas y topológicas.
- 1969: Michael Atiyah definió los operadores elípticos abstractos en espacios métricos arbitrarios. Los operadores elípticos abstractos se convirtieron en protagonistas de la teoría de Kasparov y de la geometría diferencial no conmutativa de Connes.[10]
- 1971: Isadore Singer propuso un programa completo para futuras extensiones de la teoría de índices.[11]
- 1972: Gennadi G. Kasparov publicó su trabajo sobre la realización de la K-homología mediante operadores elípticos abstractos.
- 1973: Atiyah, Raoul Bott, y Vijay Patodi dieron una nueva prueba del teorema del índice[12] utilizando la ecuación del calor, descrita en un trabajo de Melrose.[13]
- 1977: Dennis Sullivan estableció su teorema sobre la existencia y unicidad de estructuras de Lipschitz y cuasiconformes en variedades topológicas de dimensión diferente a 4.[14]
- 1983: Ezra Getzler[15] motivado por las ideas de Edward Witten[16] y Luis Álvarez Gaumé, dio una breve demostración del teorema del índice local para operadores que son localmente operadores de Dirac; esto cubre muchos de los casos útiles.
- 1983: Nicolae Teleman demostró que los índices analíticos de los operadores de firma con valores en haces vectoriales son invariantes topológicos.
- 1984: Teleman estableció el teorema del índice en las variedades topológicas.
- 1986: Alain Connes publicó su artículo fundamental sobre geometría no conmutativa.[17]
- 1989: Simon K. Donaldson y Sullivan estudiaron la teoría de Yang-Mills en variedades cuasiconformes de dimensión 4. Introdujeron el operador de firma S definido en formas diferenciales de grado dos.[18]
- 1990: Connes y Henri Moscovici demostraron la fórmula del índice local en el contexto de la geometría no conmutativa.
- 1994: Connes, Sullivan y Teleman demostraron el teorema del índice para operadores de firma en variedades cuasiconformes.

## Notación
- X es una variedad suave  compacta. (sin borde).
- E y F son un fibrado vectorial suave sobre X
- D es un operador diferencial elíptico de E a F. Así que en coordenadas locales actúa como un operador diferencial, llevando secciones suaves de E a secciones suaves de F.

## Símbolo de un operador diferencial
Si D es un operador diferencial sobre un espacio euclidiano de orden n en k variables {\displaystyle x_{1},\dots ,x_{k}}, entonces su símbolo es la función de 2k variables
{\displaystyle x_{1},\dots ,x_{k},y_{1},\dots ,y_{k}} dada por la eliminación de todos los términos de orden inferior a n y la sustitución de {\displaystyle \partial /\partial x_{i}} by {\displaystyle y_{i}}. Así que el símbolo es homogéneo en las variables y, de grado n. El símbolo está bien definido aunque {\displaystyle \partial /\partial x_{i}} no conmuta con {\displaystyle x_{i}} porque mantenemos sólo los términos de mayor orden y los operadores diferenciales conmutan "hasta los términos de orden inferior".  El operador se llama elíptico si el símbolo es distinto de cero siempre que al menos un y sea distinto de cero.
Ejemplo: El operador de Laplace en k variables tiene símbolo {\displaystyle y_{1}^{2}+\cdots +y_{k}^{2}} y por lo tanto es elíptica ya que esta es distinta de cero siempre que cualquiera de las {\displaystyle y_{i}} sean distintas de cero. El operador de onda tiene el símbolo {\displaystyle -y_{1}^{2}+\cdots +y_{k}^{2}}, que no es elíptica si {\displaystyle k\geq 2},  ya que el símbolo desaparece para algunos valores no nulos de las "y".
Una propiedad clave de los operadores elípticos es que son casi invertibles; esto está estrechamente relacionado con el hecho de que sus símbolos son casi invertibles.  Más precisamente, un operador elíptico D en una variedad compacta tiene una parametrica (no única) (o pseudoinversa) D′ tal que  DD′−1 y D′D−1 son ambos operadores compactos.  Una consecuencia importante es que el núcleo de D es finito-dimensional, porque todos los eigenspaces de los operadores compactos, aparte del núcleo, son finitos-dimensionales.  El pseudoinverso de un operador diferencial elíptico casi nunca es un operador diferencial. Sin embargo, es un operador pseudodiferencial elíptico.

## Índice analítico
Como el operador diferencial elíptico D tiene un pseudoinverso, es un operador de Estocolmo. Cualquier operador de Estocolmo tiene un índice, definido como la diferencia entre la dimensión (finita) del núcleo de D (soluciones de Df = 0), y la dimensión (finita) del cokernel de D (las restricciones en el lado derecho de una ecuación inhomogénea como Df = g, o equivalentemente el núcleo del operador adjunto). En otras palabras,
Index(D) = dim Ker(D) − dim Coker(D) = dim Ker(D) − dim Ker(D*).
Esto se llama a veces el índice analítico de D.
Ejemplo: Supongamos que la variedad es el círculo (pensado como R/Z), y D es el operador d/dx − λ para alguna constante compleja λ. (Este es el ejemplo más sencillo de un operador elíptico.) Entonces el núcleo es el espacio de múltiplos de exp(λx) si λ es un múltiplo integral de 2πi y es 0 en caso contrario, y el núcleo del adjunto es un espacio similar con λ sustituido por su conjugado complejo.  Así que D tiene índice 0. Este ejemplo muestra que el núcleo y el cokernel de los operadores elípticos pueden saltar de forma discontinua al variar el operador elíptico, por lo que no existe una fórmula agradable para sus dimensiones en términos de datos topológicos continuos. Sin embargo, los saltos en las dimensiones del núcleo y del coquímetro son los mismos, por lo que el índice, dado por la diferencia de sus dimensiones, sí varía de forma continua, y puede darse en términos de datos topológicos por el teorema del índice.

## Índice topológico
El índice topológico de un operador diferencial elíptico {\displaystyle D} entre haces vectoriales suaves {\displaystyle E} y {\displaystyle F} y una 'variedad compacta' {\displaystyle n}-dimensional {\displaystyle X} viene dado por 
{\displaystyle \operatorname {ch} (D)\operatorname {Td} (X)[X]=\int _{X}\operatorname {ch} (D)\operatorname {Td} (X)}
en otras palabras el valor del componente dimensional superior de la  clase de cohomología mixta {\displaystyle \operatorname {ch} (D)\operatorname {Td} (X)} en la clase de homología fundamental de la variedad {\displaystyle X}.
Aquí
- {\displaystyle \operatorname {Td} (X)} es la clase de Todd del haz tangente complejizado de {\displaystyle X}.
- {\displaystyle \operatorname {ch} (D)} esigual a {\displaystyle \varphi ^{-1}(\operatorname {ch} (d(p^{*}E,p^{*}F,\sigma (D))))}, donde
  - {\displaystyle \varphi :H^{k}(X;\mathbb {Q} )\to H^{n+k}(B(X)/S(X);\mathbb {Q} )} es el Isomorfismo de Thom para el haz de esferas {\displaystyle p:B(X)/S(X)\to X}
  - {\displaystyle \operatorname {ch} :K(X)\otimes \mathbb {Q} \to H^{*}(X;\mathbb {Q} )} es el la clase de Chern
  - {\displaystyle d(p^{*}E,p^{*}F,\sigma (D))} es el "elemento de diferencia" en {\displaystyle K(B(X)/S(X))} asociado a dos paquetes de vectores {\displaystyle p^{*}E} y {\displaystyle p^{*}F} sobre {\displaystyle B(X)} y un isomorfismo {\displaystyle \sigma (D)} entre ellos en el subespacio {\displaystyle S(X)}.
  - {\displaystyle \sigma (D)} es el símbolo de {\displaystyle D}

También se puede definir el índice topológico utilizando sólo la teoría K (y esta definición alternativa es compatible en cierto sentido con la construcción de caracteres de Chern anterior). Si X es una subvariedad compacta de una variedad  Y entonces existe un mapa pushforward (o shriek) de K(TX) a K(TY). El índice topológico de un elemento de 
K(TX) se define como la imagen de esta operación con Y algún espacio euclidiano, para el cual K(TY) puede identificarse naturalmente con los enteros Z (como consecuencia de la periodicidad de Bott). Este mapa es independiente de la incrustación de X en el espacio euclidiano. Ahora un operador diferencial como el anterior define naturalmente un elemento de K(TX), y la imagen en Z bajo este mapa "es" el índice topológico.
Como es habitual, D es un operador diferencial elíptico entre haces vectoriales E y F sobre una variedad compacta X.
El problema del índice es el siguiente: calcular el índice (analítico) de D utilizando sólo el símbolo s y los datos topológicos derivados de la variedad y el haz vectorial. El «teorema del índice de Atiyah-Singer» resuelve este problema, y afirma:
El índice analítico de D es igual a su índice topológico.
A pesar de su formidable definición, el índice topológico suele ser fácil de evaluar explícitamente. Esto permite evaluar el índice analítico. El conúcleo y el núcleo de un operador elíptico son, en general, extremadamente difíciles de evaluar individualmente; el teorema del índice muestra que, por lo general, podemos evaluar al menos su diferencia. Muchos invariantes importantes de una variedad (como la firma) pueden darse como el índice de operadores diferenciales adecuados, por lo que el teorema del índice nos permite evaluar estos invariantes en términos de datos topológicos.
Aunque el índice analítico suele ser difícil de evaluar directamente, al menos es obviamente un número entero. El índice topológico es, por definición, un número racional, pero no suele ser del todo obvio, a partir de la definición, que también sea integral. Así que el «teorema del índice de Atiyah-Singer» implica algunas propiedades de integralidad profundas, ya que implica que el índice topológico es integral.
El índice de un operador diferencial elíptico obviamente desaparece si el operador es autoadjunto. También desaparece si la variedad X tiene dimensión impar, aunque hay operadores elípticos pseudodiferenciales cuyo índice no desaparece en dimensiones impares.

### Relación con Grothendieck-Riemann-Roch
El teorema de Grothendieck-Riemann-Roch fue una de las principales motivaciones del teorema del índice porque el teorema del índice es la contrapartida de este teorema en el entorno de las variedades reales. Ahora bien, si hay un mapa {\displaystyle f:X\to Y} de variedades compactas establemente casi complejas, entonces hay un diagrama conmutativo
si {\displaystyle Y=*} es un punto, entonces recuperamos la afirmación anterior. Aquí {\displaystyle K(X)} es el grupo de Grothendieck de haces vectoriales complejos. Este diagrama conmutativo es formalmente muy similar al teorema GRR porque los grupos de cohomología de la derecha se sustituyen por el anillo de Chow de una variedad suave, y el grupo de Grothendieck de la izquierda viene dado por el grupo de Grothendieck de haces vectoriales algebraicos.

## Extensiones del teorema del índice de Atiyah-Singer

### Teorema del índice de Teleman
Debido a (Teleman, 1983),(Teleman, 1984):
Para cualquier operador elíptico abstracto (Atiyah, 1970) en una variedad cerrada, orientada y topológica, el índice analítico es igual al índice topológico.
La demostración de este resultado pasa por consideraciones específicas, incluyendo la extensión de la teoría de Hodge sobre variedades combinatorias y de Lipschitz (Teleman, 1980),(Teleman, 1983), la extensión del operador del índice de Atiyah-Singer a las variedades de Lipschitz (Teleman, 1983), la K-homología de Kasparov (Kasparov, 1972) y el cobordismo topológico (Kirby y Siebenmann, 1977).
Este resultado muestra que el teorema del índice no es simplemente una afirmación de diferenciabilidad, sino más bien una afirmación topológica.

### Teorema del índice de Connes-Donaldson-Sullivan-Teleman
Debido a (Donaldson y Sullivan, 1989),(Connes, Sullivan y Teleman, 1994):
Para cualquier variedad cuasiconforme existe una construcción local de las clases características de Hirzebruch-Thom.
Esta teoría se basa en un operador de firma S, definido en formas diferenciales de grado medio en variedades cuasiconformes de dimensiones pares (compárese (Donaldson y Sullivan, 1989)).
Utilizando el cobordismo topológico y la K-homología se puede proporcionar un enunciado completo de un teorema del índice en las variedades cuasiconformes (véase la página 678 de (Connes, Sullivan y Teleman, 1994)). El trabajo (Connes, Sullivan y Teleman, 1994) proporciona construcciones locales para clases características basadas en parientes de dimensión superior del mapeo medible de Riemann en dimensión dos y la teoría de Yang-Mills en dimensión cuatro.
Estos resultados constituyen avances significativos en la línea del programa de Singer Perspectivas en Matemáticas (Singer, 1971). Al mismo tiempo, proporcionan, también, una construcción efectiva de las clases racionales de Pontrjagin en las variedades topológicas. El artículo (Teleman, 1985) proporciona un vínculo entre la construcción original de Thom de las clases racionales de Pontrjagin (Thom, 1956) y la teoría de índices.
Es importante mencionar que la fórmula del índice es un enunciado topológico. Las teorías de obstrucción debidas a Milnor, Kervaire, Kirby, Siebenmann, Sullivan, Donaldson muestran que sólo una minoría de las variedades topológicas poseen estructuras diferenciables y éstas no son necesariamente únicas. El resultado de Sullivan sobre las estructuras Lipschitz y cuasiconformes (Sullivan, 1979) muestra que cualquier variedad topológica de dimensión diferente a 4 posee una estructura de este tipo que es única (hasta la isotopía cercana a la identidad).
Las estructuras cuasiconformes (Connes, Sullivan y Teleman, 1994) y más generalmente las Lp-estructuras, 
p > n(n+1)/2, 
introducidas por M. Hilsum (Hilsum, 1999), son las estructuras analíticas más débiles en las variedades topológicas de dimensión n para las que 
se sabe que el teorema del índice se cumple.

### Otras ampliaciones
- El teorema de Atiyah-Singer se aplica a los operadores pseudodiferenciales elípticos del mismo modo que a los operadores diferenciales elípticos. De hecho, por razones técnicas, la mayoría de las primeras pruebas trabajaban con operadores pseudodiferenciales en lugar de diferenciales: su flexibilidad adicional facilitaba algunos pasos de las pruebas.
- En lugar de trabajar con un operador elíptico entre dos haces vectoriales, a veces es más conveniente trabajar con un complejo elíptico

{\displaystyle 0\rightarrow E_{0}\rightarrow E_{1}\rightarrow E_{2}\rightarrow ...\rightarrow E_{m}\rightarrow 0}
de haces vectoriales. La diferencia es que ahora los símbolos forman una secuencia exacta (fuera de la sección cero). En el caso de que sólo haya dos haces no nulos en el complejo, esto implica que el símbolo es un isomorfismo de la sección cero, por lo que un complejo elíptico con 2 términos es esencialmente lo mismo que un operador elíptico entre dos haces vectoriales. A la inversa, el teorema del índice para un complejo elíptico puede reducirse fácilmente al caso de un operador elíptico: los dos haces vectoriales vienen dados por las sumas de los términos pares o impares del complejo, y el operador elíptico es la suma de los operadores del complejo elíptico y sus adyacentes, restringida a la suma de los haces pares.
- Si se permite que la variedad tenga límites, entonces hay que poner algunas restricciones en el dominio del operador elíptico para asegurar un índice finito. Estas condiciones pueden ser locales (como exigir que las secciones en el dominio desaparezcan en la frontera) o condiciones globales más complicadas (como exigir que las secciones en el dominio resuelvan alguna ecuación diferencial). El caso local fue resuelto por Atiyah y Bott, pero demostraron que muchos operadores interesantes (por ejemplo, el operador de firma) no admiten condiciones de contorno locales. Para tratar estos operadores, Atiyah, Patodi e Singer introdujeron condiciones de contorno globales equivalentes a adjuntar un cilindro a la variedad a lo largo de la frontera y luego restringir el dominio a aquellas secciones que son integrables al cuadrado a lo largo del cilindro. Este punto de vista se adopta en la demostración de Melrose (1993) del teorema del índice de Atiyah-Patodi-Singer.
- En lugar de un solo operador elíptico, se puede considerar una familia de operadores elípticos parametrizados por algún espacio Y. En este caso el índice es un elemento de la teoría K de Y, en lugar de un número entero. Si los operadores de la familia son reales, entonces el índice se encuentra en la teoría K real de Y. Esto da un poco de información extra, ya que el mapa de la teoría K real de Y a la teoría K compleja no siempre es inyectiva.
- Si existe una acción de grupo de un grupo G sobre la variedad compacta X, que conmuta con el operador elíptico, entonces se sustituye la teoría K ordinaria por la teoría K equivariante.  Además, se obtienen generalizaciones del Teorema del punto fijo de Lefschetz, con términos procedentes de submanifolds de punto fijo del grupo G. Véase también: Teorema del índice equivariante.
- Atiyah (1976)  mostró cómo extender el teorema del índice a algunas variedades no compactas, actuadas por un grupo discreto con cociente compacto. El núcleo del operador elíptico es, en general, de dimensión infinita en este caso, pero es posible obtener un índice finito utilizando la dimensión de un módulo sobre un álgebra de von Neumann; este índice es, en general, de valor real y no entero. Esta versión se denomina L2 teorema del índice, y fue utilizada por Atiyah y Schmid (1977) para rederivar propiedades de las representaciones en serie discretas de grupo de Lie semisimples.
- El teorema del índice de Callias es un teorema del índice para un operador de Dirac en un espacio impar no compacto.  El índice de Atiyah-Singer sólo se define en espacios compactos, y desaparece cuando su dimensión es impar. En 1978 Constantine Callias

por sugerencia de su asesor de doctorado Roman Jackiw, utilizó la anomalía axial para derivar este teorema del índice en espacios equipados con una matriz hermitiana llamada campo de Higgs. El índice del operador de Dirac es un invariante topológico que mide el enrollamiento del campo de Higgs en una esfera en el infinito.
Si U es la matriz unitaria en la dirección del campo de Higgs, entonces el índice es proporcional a la integral de U(dU)n-1 sobre la (n-1)-esfera en el infinito. Si n es par, siempre es cero.
- La interpretación topológica de este invariante y su relación con el índice de Hörmander propuesto por Boris Fedosov, generalizado por Lars Hörmander, fue publicada por Raoul Bott y Robert Thomas Seeley.[21]

## Ejemplos
Supongamos que M es una variedad orientada compacta. Si tomamos E como la suma de las potencias exteriores pares del haz cotangente, y F como la suma de las potencias impares, definimos D = d + d*, considerado como un mapa de E a F.  Entonces el índice topológico de D es la Característica de Euler de la  cohomología de Hodge de M, y el índice analítico es la clase de Euler de la variedad. La fórmula del índice para este operador produce el Teorema de Gauss-Bonnet generalizado.

## Teorema de Hirzebruch–Riemann–Roch
Tomemos que X es una variedad compleja con un haz vectorial holomorfo V. Dejamos que los haces vectoriales E y F sean las sumas de los haces de formas diferenciales con coeficientes en V de tipo (0,i) con i par o impar, y dejamos que el operador diferencial D sea la suma
{\displaystyle {\overline {\partial }}+{\overline {\partial }}^{*}}
restringido a E. Entonces el índice analítico de D es la característica holomórfica de Euler de V:
{\displaystyle {\textrm {index}}(D)=\sum _{p}(-1)^{p}{\textrm {dim}}\,H^{p}(X,V)}
El índice topológico de D viene dado por
{\displaystyle {\textrm {index}}(D)={\textrm {ch}}(V)\,{\textrm {Td}}(X)[X]},
el producto del carácter de Chern de V y la clase Todd de X evaluado sobre la clase fundamental de X.
Igualando los índices topológicos y analíticos obtenemos el teorema de Hirzebruch-Riemann-Roch. De hecho obtenemos una generalización del mismo a todas las variedades complejas: La prueba de Hirzebruch sólo funcionaba para las variedades complejas proyectivas' X.
Esta derivación del teorema de Hirzebruch-Riemann-Roch es más natural si utilizamos el teorema del índice para complejos elípticos en lugar de operadores elípticos. 
Podemos tomar el complejo como
{\displaystyle 0\rightarrow V\rightarrow V\otimes \Lambda ^{0,1}T^{*}(X)\rightarrow V\otimes \Lambda ^{0,2}T^{*}(X)\rightarrow \,...}
con el diferencial dado por {\displaystyle {\overline {\partial }}}. Entonces el i'ésimo grupo de cohomología es simplemente el grupo de cohomología coherente Hi(X, V), por lo que el índice analítico de este complejo es la característica holomorfa de Euler Σ  (−1)i dim(Hi(X, V)). Como antes, el índice topológico es ch(V)Td(X)[X].

### Enlaces de teoría
- Mazzeo, Rafe. «The Atiyah–Singer Index Theorem: What it is and why you should care». Archivado desde el original el 29 de agosto de 2017. Consultado el 26 de agosto de 2021. Pdf presentation.
- Voitsekhovskii, M.I.; Shubin, M.A. (2001), «Teorema del índice de Atiyah-Singer»,  en Hazewinkel, Michiel, ed., Encyclopaedia of Mathematics (en inglés), Springer, ISBN 978-1556080104.
- Wassermann, Antony. «Lecture notes on the Atiyah–Singer Index Theorem». Archivado desde el original el 29 de marzo de 2017.

### Enlaces de entrevistas
- R. R. Seeley and other (1999) Recollections from the early days of index theory and pseudo-differential operators - A partial transcript of informal post–dinner conversation during a symposium held in Roskilde, Denmark, in September 1998.

- Datos: Q755991